# ローズガーデンちっぷべつ
ローズガーデンちっぷべつは、北海道雨竜郡秩父別町にある屋外レクリェーション施設。広大な庭園内で一面に咲く、様々な種類のバラの花を楽しめる観光地である。管理・運営は秩父別町役場。「こども冒険の森公園」や、秩父別町観光体験牧場「めぇーめぇーランド」とも隣接している。

## 概要
ローズガーデンちっぷべつは、主にバラの花を中心として、緑や花などの自然を楽しめる野外レクリェーション基地を設立する目的で、1998年に建設工事が着工、翌1999年7月11日に竣工・オープンとなった。園内の敷地面積はおよそ5.4ヘクタールあり、植栽や花壇ほか緑地・施設で構成されている。特に敷地内およそ3千平方メートルに咲くバラは3百種類を数え、その総数は3千株に及ぶ。園内に咲く代表的なバラの種類には、グレーフィン・ソニア、ウィミィ、アンソニーメイアン、アブラカダブラなどが含まれる。
開園する時期も決まっており、その年の気候によって多少変化するものの、多くは花が咲く6月下旬から10月上旬の間が通例である。開園時間は午前9時から午後5時まで、入園料は無料である。所在地は国道233号線や留萌自動車道秩父別インターチェンジからほど近い位置である。施設の運営は秩父別町役場の産業振興課・商工観光労働係が担当する。
園内には様々な施設が設けられており、駐車場にある「ガーデンプラザ・ウエル花夢」では食事が可能なほか、トマトジュース「あかずきんちゃん」など特産品やお土産も購入することができる。また、円形の建物「バラの城ふろーら」では、バラに関するグッズやバラの香りがするソフトクリームなど各種関連商品が販売されており、トイレや休憩に使用することができる。カロスの丘展望台では、やや高い位置にある丘から園内を見下ろすことができる。ガーデン外側の一般駐車場には大型バス専用のスペースも設けられているほか、園内の一角に車椅子専用の駐車場を設けている。
園内にある造園はバラの花畑のほかにもはまなす園、つつじ園、円形花壇、バラの回廊、果実の森、カロスの丘など名のついた場所があり、それぞれ咲く数々の花を楽しむことができる。園内の散策路は全体を周回することができるようになっている。また、ガーデンでは結婚式を行うことも可能で、近接する「秩父別温泉ちっぷゆう＆ゆ」での宿泊をスケジュールに盛り込むなど、他の施設との連携を行うガーデンウェディングを用意している。